# Кірсанов Олександр Васильович (генерал)
Олександр Васильович Кірсанов (11(23) грудня 1898 — 16 листопада 1994) — радянський воєначальник, у роки Другої світової війни командир 76-ї гвардійської стрілецької дивізії, генерал-майор (1.03.1943), Герой Радянського Союзу (15.01.1944).

## Молодість та Громадянська війна в Росії
Народився 11 грудня (23 грудня за новим стилем) 1898 року в Казані в сім'ї кустаря-ремісника. Закінчив реальне училище, навчався в учительській семінарії.
З вересня 1918 року у військах Білого руху.
Сослуживець А. В. Кірсанова у 1920—1930 роках і майбутній маршал артилерії Н. Д. Яковлєв так розповідає про наслідки для Кірсанова подій того часу:
|  | У 1929 році партія була очищена. У підрозділі для цієї мети зустрів спеціальна комісія. Зустрічі були відкриті, кожен міг бути присутнім на них. Нарешті, поворот прийшов до О. В. Кірсанова. На моє здивування, він раптом сказав, що в 1918 році, вивчаючи в одному з містечок Волги в семінарії вчителя, він приєднався до військ «Самарскої учрєділки». Він закінчив навчальну команду, потрапив служити у колчаківську артилерію феєрверкером. Під час однієї з битв його захопила Червона армія. Після відповідного аудиту він був зарахований до 29-ї стрілецької дивізії Червоної армії та відправлений на білопольський фронт. Він знову бився в артилерії, заслужив довіру, приєднався до партії. Наприкінці громадянської війни він деякий час залишався в одній дивізії, потім він увійшов до школи командного персоналу Червоної армії, названої на честь С. С. Каменева... Після виступу Кірсанова запанувала тиша. А потім пішли запитання. По-перше: чи не мобілізовано білим? Ні, я ходив добровільно. Чому? Потім він по-різному зрозумів колчаківщину. Ви стріляли в наші війська? Так, стріляв. А що ще роблять в артилерії? Чому ти не перебіг на бік червоних? Я не бачив потреби в цьому. Зрештою, лише в полоні, а потім, у битвах з білополяками, він зрозумів свої помилки, нарешті і безповоротно перейшов на бік радянського режиму. Він увійшов до партії за переконанням, а в анкетах свого минулого не приховував. З усіх, хто присутніх на зустрічі, ніхто не проти Кірсанова не виступив. Це зрозуміло. Дійсно, протягом майже трирічної служби в дивізіоні він показав себе лише з позитивного боку. Політрук батареї Казбінцев також наполегливо захищав свого командира. Сказав кілька добрих слів про Кірсанов і я, його безпосередній командир. І члени Комісії, хоча і не без певних вагань, вирішили: вважати О. В. Кірсанова перевіреним, залишити в лавах партії. Яковлев Н. Д. Об артиллерии и немного о себе. — М.: Высшая школа, 1984. Глава «Путь в РККА». |

У біографії у збірнику «Велика Вітчизняна. Комдиви», складеної на основі особистої справи та обліково-послужної картки, міститься трохи інша інформація про той період життя О. Кірсанова: у вересні 1918 року він був мобілізований в Казані в війська «Народної армії» Комуча, служив в Уфі і в Златоусті, у серпні 1919 року закінчив навчальну команду та проведений в унтер-офіцери. Служив до армії адмірала О. Колчака командиром кулеметного відділення легкого артилерійського дивізіону 13-ї Казанської дивізії. Під час одного з боїв вся батарея була захоплена червоноармійцями, а Кірсанов з уцілілим особовим складом направлений до Красноярська на переформування. Там з підходом Червоної Армії взяв участь у повстанні місцевого гарнізону та робітників міста проти Колчака. 9 січня 1920 року добровольцем вступив до Червоної Армії в Красноярську.
Служив у 30-й Іркутській стрілецькій дивізії 5-ї армії, їздовий і гарматний командир артилерійської батареї. Воював проти колчаківських військ, пройшов шлях від Красноярська до Забайкалля. З серпня 1920 року з дивізією воював на Південному фронті, де брав участь у боях проти Російської армії генерала П. Врангеля та загонів Н. Махно.

## Міжвоєнний період
Після закінчення громадянської війни в росії служив у тій же дивізії (увійшла до складу Збройних сил України та Криму, дислокувалася в Катеринославі): завідувач клубу дивізіону, начальник зв'язку артилерійської батареї, політрук батареї, командир взводу. У жовтні 1924 року відправлений на навчання. У 1926 році з відзнакою закінчив артилерійське відділення Київської об'єднаної військової школи імені С. С. Каменєва. З серпня 1926 року служив у 28-му артилерійському полку 28-ї стрілецької дивізії Північно-Кавказького військового округу (Владикавказ): командир взводу, командир батареї, політрук батареї, командир дивізіону, начальник штабу полку. При цьому в 1932 році закінчив артилерійські курси удосконалення комскладу РККА в Дитячому Селі. З січня 1934 — начальник штабу 38-го артилерійського полку 38-ї стрілецької дивізії Північно-Кавказького ВО. З грудня 1938 — викладач на Новоросійських курсах удосконалення командного складу запасу (м. Міллерово). З серпня 1939 року командир 422-го гаубичного артилерійського полку 157-ї стрілецької дивізії Північно-Кавказького військового округу.
Вступив до РКП(б) у 1922 році.

## Друга світова війна
На початку німецько-радянської війни на тій же посаді, полк і дивізія будували оборонний рубіж Чорноморським узбережжям від Тамані до Геленджика. Направлений на фронт у вересні 1941 року на посаді командира 422-го гаубичного артилерійського полку 157-ї стрілецької дивізії. У складі Окремої Приморської армії брав участь у обороні Одеси, у жовтні 1941 року на кораблях Чорноморського флоту було евакуйовано до Криму. Там дивізія увійшла до 51-ї армії, зайняла оборону на Ішуньських позиціях. У ході Кримської оборонної операції дивізія зазнала тяжких втрат, залишки її були відтіснені в Керч і звідти евакуйовані на Таманський півострів. Після поповнення на чолі того ж полку брав участь у Керченсько-Феодосійській десантній операції, у наступальних операціях Кримського фронту взимку та навесні 1942 року. На початку травня 1942 призначений начальником артилерії 276-ї стрілецької дивізії Кримського фронту, через кілька днів розбитої в ході Керченської оборонної операції. Після розгрому військ Кримського фронту у травні 1942 року вдруге евакуйовано на Таманський півострів, при цьому було поранено.
З червня 1942 — начальник артилерії 157-ї стрілецької дивізії Північно-Кавказького військового округу, але вже в липні дивізія перекинута на Сталінградський фронт, де героїчно боролася в Сталінградській битві в лавах 51-ї і 64-ї армії (з 1993). на Донському фронті). 3 вересня 1942 полковник О. Кірсанов призначений командиром цієї дивізії. Пройшов з дивізією через всю битву, починаючи з липневих боїв з німецькими авангардами на переправах через Дон і до капітуляції 6-ї німецької армії. За масовий героїзм особового складу дивізія отримала гвардійське звання і була перейменована наказом Народного комісара оборони СРСР від 1 березня 1943 в 76-ю гвардійську стрілецьку дивізію. На чолі дивізії пройшов бойовий шлях до перемоги. Воював на Західному (березень 1943), Брянському (з березня 1943), Центральному (з вересня 1943), Білоруському, 1-му Білоруському, 2-му Білоруському фронтах. Брав участь у Курській битві, в Орловській та Чернігівсько-Прип'ятській наступальних операціях.
Командир 76-ї гвардійської стрілецької дивізії 61-ї армії Центрального фронту гвардії генерал-майор Олександр Кірсанов особливо відзначився у битві за Дніпро. 21 вересня 1943 року його дивізія спільно з іншими частинами штурмом взяла місто Чернігів. Подолавши у швидкому темпі ще кілька десятків кілометрів, у ніч проти 28 вересня 1943 року воїни-гвардійці під командуванням генерала Кірсанова з боєм форсували Дніпро в районі н. п. Миси у Брагінському районі Поліської (нині Гомельської) області Білоруської РСР та захопили плацдарм. У цьому рубежі гвардійці успішно відбивали численні контратаки переважаючих сил ворога.
Указом Президії Верховної Ради СРСР «Про присвоєння звання Героя Радянського Союзу генералам, офіцерському, сержантському та рядовому складу Червоної Армії» від 15 січня 1944 року за "зразкове виконання бойових завдань командування з форсування річки Дніпро та виявлені при цьому мужність і майору Кірсанову Олександру Васильовичу присвоєно звання Героя Радянського Союзу з врученням ордена Леніна та медалі «Золота Зірка».
Потім боровся у Гомельсько-Речицькій, Калінковичсько-Мозирській, Поліській, Білоруській, Прибалтійській, Східно-Прусській, Східно-Померанській та Берлінській наступальних операціях.
24 червня 1945 року генерал-майор Кірсанов брав участь у Параді Перемоги на Червоній площі Москві.

## Післявоєнний час

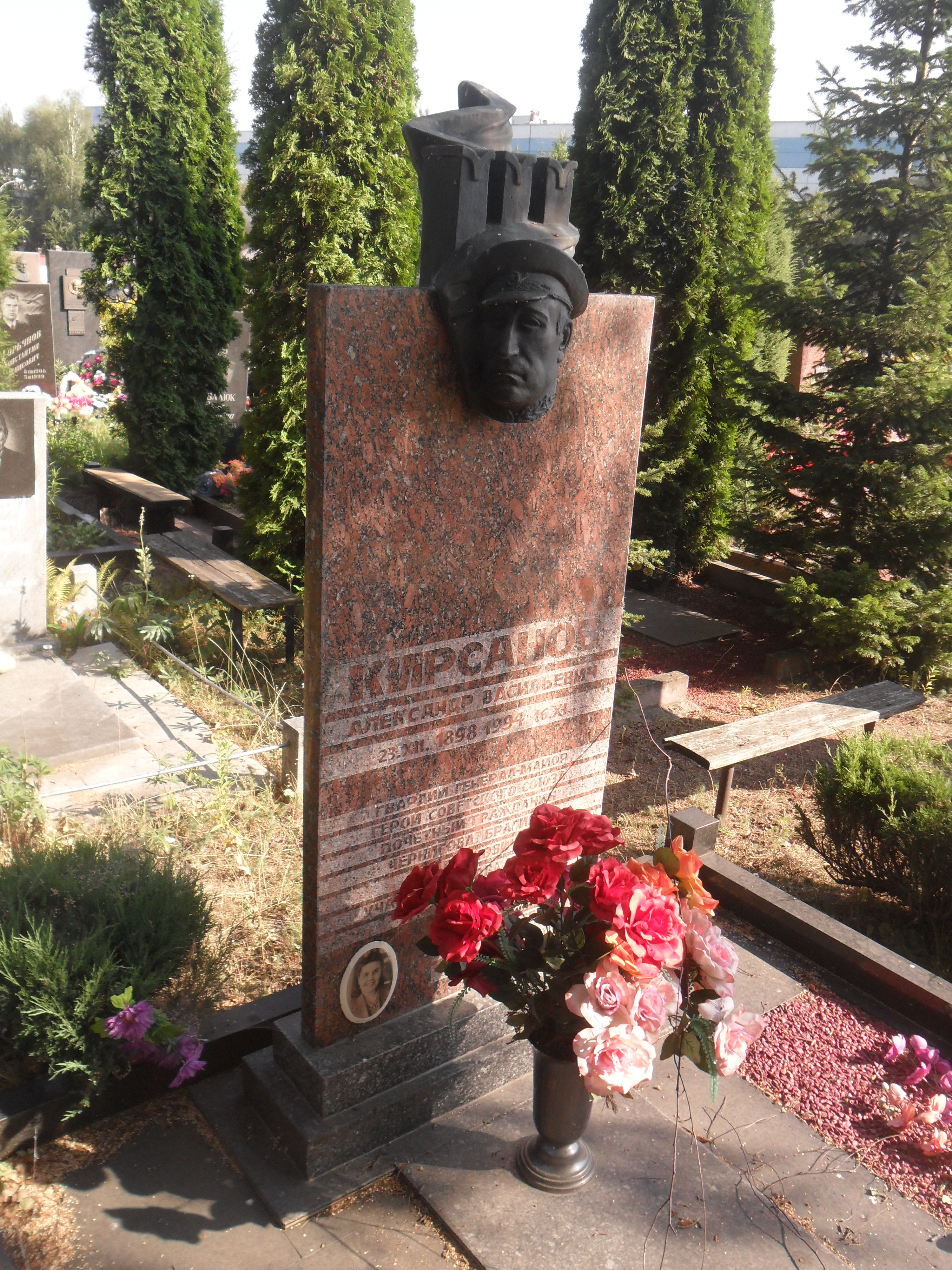
Могила Кірсанова на Східному цвинтарі Мінська.

Після закінчення війни продовжував службу в Радянській Армії, командуючи тією ж дивізією. У червні 1946 дивізія була перетворена на 76-ю гвардійську повітряно-десантну дивізію, генерал Кірсанов командував нею до квітня 1948 року, коли відбув на навчання. В 1949 закінчив Вищі академічні курси при Вищій військовій академії імені К. Є. Ворошилова, але відразу був переведений на основний курс цієї академії. Закінчив його у 1950 році. З січня 1950 — заступник командира 8-го гвардійського повітряно-десантного корпусу. З травня 1951 — начальник Вищих офіцерських курсів ВДВ (Рибінськ), перейменованих у березні 1954 року в Центральні курси вдосконалення офіцерського складу ВДВ. З липня 1955 — начальник військової кафедри Білоруського державного університету імені В. І. Леніна. У серпні 1960 року генерал-майора Кірсанова звільнено у відставку.
Жив у Мінську. З 1963 до 1974 року працював проректором Білоруського державного університету. Помер 16 листопада 1994 року. Похований у Мінську на Східному («Московському») цвинтарі.

## Нагороди
- Герой Радянського Союзу (15.01.1944)
- Два ордени Леніна (15.01.1944, 6.11.1945)
- Чотири ордена Червоного Прапора (2.12.1942, 21.07.1943, 3.11.1944, . . .)
- Орден Суворова 2-го ступеня (10.04.1945)
- Орден Кутузова 2-го ступеня (29.05.1945)
- Орден Вітчизняної війни 1-го ступеня (11.03.1985)
- медалі[4]
- Орден Хрест Грюнвальда 3-го ступеня (Польща)

## Пам'ять
- Олександр Васильович Кірсанов почесний громадянин міст Чернігів (1967, Україна), Калінковичі (1969, Білорусія), Уральськ (Казахстан)[5] та селища міського типу Брагін (1968).
- У місті Псков одна з вулиць носить ім'я Комдива Кірсанова, на ній на будинку № 5 4 травня 2015 року встановлено меморіальну дошку.[6]
- 1 липня 2020 року на вул. Сторожевській у Мінську на будинку № 8, де він проживав до своєї смерті, відкрито меморіальну дошку на честь Олександра Кірсанова.[7]
- У листопаді 2017-го у Мінську невідомі особи зруйнували пам'ятник О. Кірсанову. Волонтери Білоруського союзу молоді відновлюють пам'ятник.[8][9][10]